# عمارة الباتاقيين

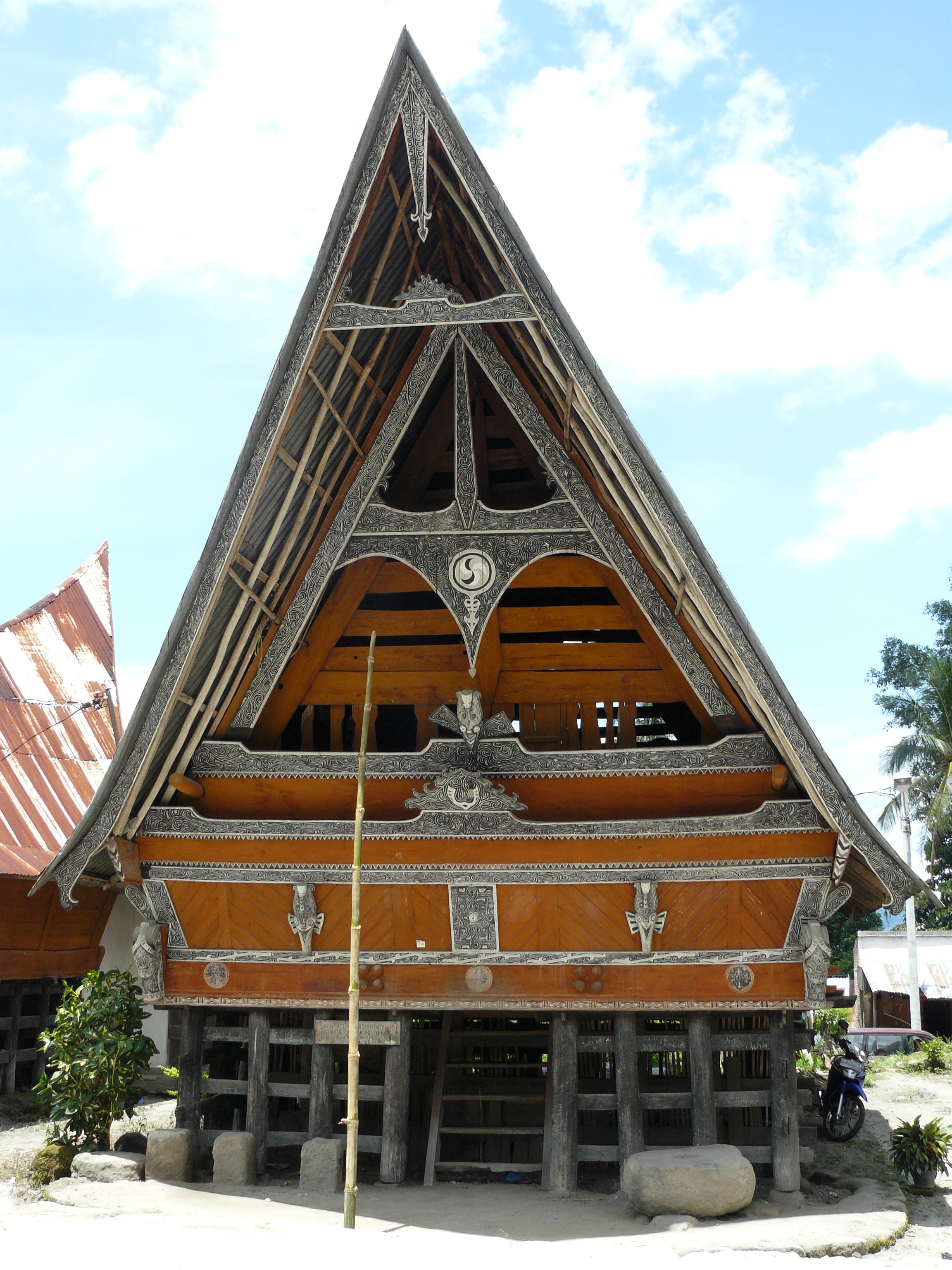
منزل تقليدي لشعب الباتاقيين التوبا والذي يعرف باسم «جابو»

تشير عمارة الباتاقيين (بالإندونيسية: Arsitektur Batak) إلى التقاليد والتصاميم المعمارية ذات الصلة بمختلف شعوب الباتاقيين في سومطرة الشمالية في إندونيسيا. هناك ست مجموعات من الباتاقيين تتحدث بلغات منفصلة ولكنها ذات صلة مثل الأنغكولا والمانديلينغ إلى الجنوب وتوبا والباكباك/ دايري إلى الشمال والسيمالونغون والكارو. ما يزال يوجد آثار لدين الباتاقيين القديم خاصة بين شعب الكارو، على الرغم من اعتناق المجموعات السابقة للإسلام أو المسيحية.
البايل («قاعة الاجتماعات») والروماه («البيت») والسوبو («حظيرة الأرز») هي أنواع المباني الرئيسية الثلاثة الشائعة بين مجموعات الباتاقيين المختلفة. لطالما كانت الروماه عبارة عن منزل كبير يعيش فيه مجموعة من العائلات بشكل جماعي. تعد المساحة الداخلية خلال النهار، مساحة معيشية مشتركة، ويوفر القماش أو ستائر الحصيرة خلال الليل، الخصوصية لكل عائلة من هذه العائلات. يعيش معظم الباتاقيين اليوم في منازل حديثة، في حين هُجرت المنازل التقليدية أو أُصلحت بطريقة ترميم سيئة.
يظهر من خلال المخططات المعمارية والقرى الخاصة بمجموعات الباتاقيين الست اختلافات كبيرة. فعلى سبيل المثال، تكون منازل توبا على شكل قارب منحوت بشكل معقد مع جملون منحوت بدقة وحواف سقفية غير صاعدة، بينما ترتفع منازل الكارو بشكل متدرج، ويُبنى كلا المنزلين السابقين وعلى أعمدة ويُشتق من نموذج دونغ سون.

## القرى
يعيش كل من توبا وكارو من الباتاقيين في قرى دائمة، ويزرعون الأرز والخضروات المروية. مارس الأنغكولا ومانديلينغ وباكباك، من ناحية أخرى، زراعة القطع والحرق التي تتطلب تغييرات متكررة في الموقع، وبالتالي كانت قراهم شبه دائمة فقط.
يمكن لزراعة الأرز المروي أن تدعم عددًا كبيرًا من السكان، إذ يعيش كل من توبا وكارو في قرى شديدة التكتل وتقتصر على نحو عشرة منازل لتوفير الأراضي من أجل الزراعة. دعمت زراعة القطع والحرق غير المروية القرى الصغيرة التي تضم عدة منازل فقط. تقع جميع القرى بالقرب من المجاري المائية والحقول، وقد شهدت حرب الباتاقيين الضارية قبل القرن العشرين قرى تقع في مواقع يسهل الدفاع عنها. ساهمت المخزونات المرتفعة من الخيزران بتحصين قرى باكباك إلى جانب حواجز الأسوار الترابية وأسيجة الأشجار والخيزران.
تملك كل مجموعة من الباتاقيين قواعد وتقاليد خاصة بها توجه من خلالها تخطيط القرية. تقع منازل توبا إلى جانب بعضها البعض مع الجملونات الأمامية التي تواجه الشارع. امتلك كل منزل بشكل تقليدي، صومعة لحبوب الأرز مقابلًا له، يشكل صفًا مكملًا في القرية. يُعرف الشارع المتكون بين صفوف البيوت وصفوف صوامع الحبوب باسم المان، يُستخدم كمنطقة عمل لتجفيف الأرز. يبني المانديلينغ منازلهم على شكل صفوف، مع ذلك، يواجه الجملون الأمامي لأحد المنازل الجملون الخلفي للمنزل المجاور لدى المينانغكابو. لا يوجه الكارو والباكلاك منازلهم إلى الشوارع، بل إلى نقاط اتصال القرية مثل قاعة الاجتماعات (البايل) أو بيت هرس الأرز (ليسونغ).